# Winnebago
Winnebago (Hochunkara, Ho-Chunk, Hotcangara), pleme ameriških Indijancev iz družine Siouan, ki je v času odkritja živelo v današnjem vzhodnem Wisconsinu, danes pa živi v rezervatih Wisconsina in Nebraske.

## Ime
Ime Winnebago izvira iz imena Indijancev Sac & Fox winǐpyägohag, kar pomeni  'ljudje umazane vode' . Koren tega imena se pojavlja tudi v chippewa jeziku v obliki winǐpig, 'umazana voda'. Winnebago so se skozi zgodovino pogosto imenovali Puants (s strani Francozov) in v angleškem prevodu kot Stinkards. To grdo ime verjetno niso dobili zaradi žaljivih motivov, temveč je povezano z njihovo glavno dejavnostjo, ribolovom, in vonjem, ki je povezan z njim! Winnebago so se nekoč imenovali Ho-ro-ge, kar je morda popačena različica njihovega imena Hotcangara, ki se je napačno prevajalo kot Fish Eaters, namesto njegovega pravega pomena "(ljudje) velikega ali pravega govora". Do zmede je lahko prišlo tudi zato, ker so Winnebago živeli predvsem od rib, o čemer pričajo zapisi zgodnjih popotnikov, ki pripovedujejo, da se je okoli njihovih vasi čutil strašen smrad rib, ki so jih lovili v velikih količinah. Pri Huron Indijancih zanje najdemo ime Hati'hshi'rû'nû ali Aweatsiwaenhronon "boječi se, da bi se zataknili v blato." Glede na njihovo lokacijo na območju Green Baya so jih imenovali tudi Bay Indians, ime, ki so ga uvedli Lapham, Blossom in Dousman (1870).

## Vasi
Po imenu je znanih le nekaj njihovih vasi, od katerih so vse razen ene v Wisconsinu, to so: Butte des Mortes, Prairie la Crose, Red Banks, Sarrochau, Spotted Arm's Village, Tokaunee, Village du Puant (Indiana), Wuckan in Yellow Thunder.

## Zgodovina
Winnebago so belcem znani od leta 1634, ko jih prvič sreča in omenja francoski raziskovalec iz Normandije, Jean Nicollet (1598 - 1642), ki potuje in raziskuje območju ob rekah St. Lawrence in Ottawi ter spoznava plemena Huron, Algonkin, Nipissing in na koncu Winnebago, da bi se leta 1642. utopil v Silleryju pri Quebecu.
Izvor teh Indijancev, pravijo zgodnji avtorji, je od nekoč velikega naroda Winnebago, ki je živel v deželah severno od Velikih jezer (Edwin James, 338). Na svoji poti na jug so se Ho-ro-ge ali Fish Eaters (ib.) ločili od matičnega plemena in se ustavili ob jezeru in ti bodo kasneje znani kot Winnebago. Ostale skupine (bande) Indijancev Chiwere gredo naprej proti jugu, tako da se je na Mississippiju ločila druga banda, Pa-ho-ja (Pa-ho-dja) ali, kot pravi Edwin James, Gray Snow, to so Indijanci Prašni Nosi, kasneje bodo znani kot Iowa ali Ioway (Aiaouez). Na ustju Missourija se je nato ločila banda Niutachi ali Ne-o-ta-cha,  'tisti, ki so zgradili mesto na ustju reke'  (those who build a town at the entrance of a river ali "people who live at the mouth of the river") in ki jih bomo spoznali pod imenom Missouria. Niutachi so svoje mesto zgradili na ustju reke Grand v Missouri in tako so bili poimenovani. Otoe plemei so se prav tako ločili od preostanka nekoč mogočnega naroda Winnebago in postali prijatelji zloglasnih Indijancev Pawnee. Vse te skupine so žive še danes in njihov jezik je bil nekoč eden.
Indijanci Winnebago so ostali v deželi ob Green Bayu, kjer živijo v miru s sosedi Sauk, Fox, Menominee in Ottawa Indijanci in malo trgujejo z njimi in Francozi. Po porazu Francozov so na strani Britancev in se borijo proti kolonistom v Severni Ameriki in v 'Vojni 1812', skrivaj pa sodelujejo tudi v vojni 'Black Hawka' (1832). Štiri leta kasneje (1836) jih prizadenejo črne koze, zato jih veliko umre. Na koncu jih leta 1839 med lovskim pohodom napadejo Sauk in Fox Indijanci in ubijejo 40 Winnebagov. 
Winnebagi so bili leta 1865 nameščeni v rezervat v Nebraski, kjer jih je v zgodnjih 1970-ih bilo okoli 1800. Na območju Wisconsina, njihove domovine, Winnebagom nikoli ni bil dodeljen rezervat, plemensko središče pa je v okrožju Jackson, v mestu Black River Falls. Tukaj so najprej znani kot 'Wisconsin Winnebago Tribe', kasneje pa kot 'Ho-Chunk Nation' oziroma 'Ho-Chunk Sovereign Nation', po popisu iz leta 2001 pa jih je 6159.
Na območju Nebraske Winnebagi živijo v soseski svojih daljnih sorodnikov Omaha Indijancev, plemena iz skupine Dhegiha, njihovi rezervati pa zasedajo celotno območje okrožja Thurston, Nebraska, leta 2000 pa je Winnebagov v Nebraski bilo 2.588 duš.
- Winnebago
- Henookeku, Winnebago dekle
- Winnebago
- Winnebago wigwami
- Winnebago ženske
- Wabokieshiek
- Winnebago, ameriški vojak, Niederahren, Nemčija

## Etnografija
Winnebagi, ki so po svojem poreklu Siouan Indijanci, kulturno pripadajo vzhodno-gozdnemu območju, še posebej pa so podobni Algonquian plemenom Sauk, Fox, Menominee in drugim. Njihova kultura je povezana z gozdom. Njihove vasi so stalne, bivališča pa so kupolasti wigwami. Podobno kot pri Irokezih so 'tri irokeške sestre', tobak, fižol in koruza glavne kulture, ki jih gojijo. Družba je organizirana v eksogamne klane, združene v dve polovici ali fratrije. Teh klanov je 12, Morgan pri njih najde osem, vendar se je situacija skozi zgodovino spreminjala. Zgornja fratria (Upper ali Air) obsega živali ali elemente, povezane z zrakom ali nebom (na primer sta orel in grom, ki ju najde Morgan). Spodnja fratria (Lower ali Earth) v sebi ima klane, povezane z zemljo, kot so jelen, medved in bizon. Nekateri klani Winnebagov imajo tudi posebne funkcije, kot so sodbe v sporih ali kazenski postopki. 
Glavna poletna slovesnost Winnebagov je Medicine Dance (Mankani), ki vključuje tudi skrivne slovesnosti za člane tega skrivnega društva. Wagigo ali Winter Feast, se je odvijal pozimi. -Sistem sorodstva je tipa Omaha, prvi pa ga je identificiral Lewis Henry Morgan. Sistem Omaha, eden od 6 glavnih (ostali so 'Eskimo', 'Hawaiian', 'Iroquois', 'Crow', 'Omaha' in 'Sudanese'), za razliko od sistema Crow, ga zaznamuje patrilinearnost, medtem ko se 'Egov' oče in njegovi bratje označujejo z istim izrazom, ta vzorec velja tudi za 'Egovo' mater in njene sestre.
- Wabokieshiek (slika Georgea Catlina, 1832)
- Angel De Cora
- Joba Chamberlain, 2009
- Henry Roe Cloud, 1931
- Mitchell Red Cloud ml., n.d.
- Waukon Decorah, 1825
- Rdeče krilo, 1914